# Málsháttakvæði
Málsháttakvæði ("ordspråkskvädet") är en anonym dikt från tidigt 1200-tal, troligen tillkommen på Orkneyöarna. Dikten har endast bevarats i Codex regius av Snorres Edda (GkS 2367 4to), där den står präntad på handskriftens sista blad. Texten är svårläst och på ett par ställen oläslig – det gäller diktens första och sista strof. Överskrift saknas. Namnet Málsháttakvæði, som nu är etablerat, föreslogs av Guðbrandur Vigfússon. Andra namn som också har använts är Mansǫngskvæði och Fornyrðadrápa.
Dikten, som består av 30 strofer, är disponerad som en drapa. Den har inngangr (inledning) och slœmr (avslutning) på vardera tio strofer. Däremellan ligger tre stefjabálkar åtskilda av ett fyrradigt stef (stäv, omkväde) som upprepas fyra gånger (stroferna 11, 14, 17 och 20). Drapan är áttmælt, det vill säga varje rad är en fullständig mening, och versmåttet är hrynhent med slutrim.
Drapan saknar handling. I inledningen antyds att skalden har varit kär i en kvinna som först besvarade hans kärlek, men som sedan svek honom. På ett ställe i dikten heter hon Rannveig, och hon liknas i stävet vid Snöfrid som dårade Harald hårfagre med sin skönhet – men som var en häxa. Därutöver består dikten dels av ordspråk och talesätt som skalden flyhänt komprimerar till enradingar, dels av anspelningar på olika sägner och myter. Någon gång lägger skalden till en kärv kommentar. Hela denna samling av "forn orð" (strof 1) är tydligen tänkt att ur olika perspektiv belysa den kärlekssorg som skalden drabbats av och som säkert alla som lyssnade till kvädet kände till: Att det förekommit skvaller omtalas redan i tredje strofen. Kvädet är bittert och ironiskt, men inte utan humor.
Málsháttakvæði föregås i Codex regius av Jómsvíkingadrápa av biskop Bjarne Kolbeinsson. Båda dessa drapor har stora språkliga likheter och båda ältar i stäven skaldens personliga kärleksbekymmer, vilket pekar framåt mot rimornas mansöngvar. En rimlig gissning, som först framlades av Sophus Bugge, är att Bjarne Kolbeinsson också skrev Málsháttakvæði, men avgörande bevis för detta saknas. Båda kvädena anses vara influerade av samtida europeisk vagantpoesi.